# Шьорн (община)
Община Шьорн (на шведски: Tjörns kommun) е разположена в лен Вестра Йоталанд, югозападна Швеция с обща площ 169 km2 и население 15 050 души (към 31 декември 2013). Административен център на община Шьорн е град Шерхамн.